# Ярость (фильм, 1966)
«Ярость» — советский исторический фильм, выпущенный в 1966 году; экранизация повести Бориса Лавренёва «Ветер».

## Сюжет
Фильм о бурных событиях революционных боёв в Петрограде и участии в них моряков-красноармейцев. Главный герой, матрос Гулявин, — один из них.

## В ролях
| Актёр              | Роль                   |
| ------------------ | ---------------------- |
| Евгений Матвеев    | матрос Василий Гулявин |
| Владимир Митюков   | Михаил Строев          |
| Маргарита Володина | Лёлька                 |
| Алексей Глазырин   | Сонин                  |
| Иван Переверзев    | ротмистр Лучицкий      |
| Геннадий Полока    | Зубаревич              |
| Анатолий Иванов    | лейтенант Траубенберг  |

### В эпизодах
| Актёр             | Роль                                                      |
| ----------------- | --------------------------------------------------------- |
| Александр Гай     | полковник Селянинов                                       |
| Анатолий Горбов   | князь Болгаринов                                          |
| Лилия Юдина       | графиня, певица в ресторане Надежда Андреевна Осмоловская |
| Валентин Черняк   | Кругляк                                                   |
| Александр Якушко  |                                                           |
| Валентин Грудинин | матрос                                                    |
| Алексей Таршин    | белый генерал                                             |
| Иван Матвеев      | солдат                                                    |
| Витольд Янпавлис  | пулемётчик, белый офицер                                  |
| Сергей Шеметило   | солдат                                                    |
| Николай Кузьмин   | боцман                                                    |
| Юрий Дедович      |                                                           |
| И. Сидоренко      |                                                           |
| Павел Кашлаков    | мичман Казимиров                                          |
| Сергей Сибель     |                                                           |
| Иван Бондарь      | Нога                                                      |
| Евгений Зубовский |                                                           |
| В. Бибиков        |                                                           |
| Олег Комаров      |                                                           |
| Фёдор Брайченко   | начальник штаба партизанского отряда                      |

### Нет в титрах
| Актёр                  | Роль                                  |
| ---------------------- | ------------------------------------- |
| Евгений Балиев         |                                       |
| Владимир Волков        | революционный матрос                  |
| Николай Засеев-Руденко |                                       |
| Иван Криворучко        | белогвардеец                          |
| Владимир Максименко    | матрос                                |
| Лев Перфилов           | белый офицер                          |
| Виктор Шульгин         | командир партизанского отряда Копытцо |
| Георгий Сатини         | дежурный офицер                       |

## Съёмочная группа
- Сценаристы: Евгений Оноприенко, Александр Сацкий
- Режиссёр: Николай Ильинский
- Оператор: Владимир Войтенко, Александр Пищиков
- Композитор: Климентий Доминчен
- Художник: Иосиф Юцевич

## Дополнительные факты
- Премьера фильма состоялась 14 февраля 1966 года.